# Маликов, Николай Петрович (полный кавалер ордена Славы)
Николай Петрович Маликов (25 октября 1924, Истобное, Чаплыгинский район — 29 августа 1977) — советский военнослужащий, полный кавалер ордена Славы.

## Биография
Родился в многодетной крестьянской семье: у родителей было шесть детей.
В 1939 году окончил 6 классов средней школы. Работал в колхозе в родном селе. Вступил в комсомол.
С началом Великой Отечественной войны по призыву Чаплыгинского районного комитета ВЛКСМ направлен на «трудовой фронт», участвовал в сооружении противотанковых заграждений у станции Узловая Тульской области.
В Красную Армию призван 23 августа 1942 года, направлен на учёбу в 15-й запасной артиллерийский полк, освоил специальность наводчика противотанкового орудия.
В боях с ноября 1942 года. Воевал на Центральном, 1-м и 2-м Белорусских фронтах. Первый бой принял у станции Дерюгино Орловской области, отражая атаки танков и пехоты противника, орудие Маликова подбило танк и шрапнельным огнем расстреляло вражеских солдат.
Участник Курской битвы, форсирования Днепра, освобождения Украины, Белоруссии и Польши.
Войну закончил в Берлине.
Полным кавалером ордена Славы стал в 1946 году.
Демобилизовавшись, с апреля 1947 по 1950 год работал налоговым инспектором Колыбельского райфинотдела.
С 1950 года жил в Москве, работал рабочим административно-хозяйственного отдела УМЕБ МО. Окончив курсы экскаваторщиков, с января 1952 по 1964 год — помощник экскаваторщика, экскаваторщик на строительстве нефтепровода.
С 1964 года работал в управлении механизации № 15 треста «Рязаньстрой» № 23 бригадиром слесарей, слесарей-монтажников. Строил нефтеперерабатывающий завод, жилые дома по улице Дзержинского, административные здания в Рязани. Избирался членом партбюро управления механизации № 15, членом партбюро треста, председателем рабочкома, председателем (комитета или группы) народного контроля. Имел дочь и сына.
Умер 29 августа 1977 года.

## Награды
Орден Отечественной войны 2-й степени,

3 ордена Красной Звезды, 

медаль «За отвагу», 

медаль «За боевые заслуги», 

медаль «За освобождение Варшавы».